# Имаи, Нобуко
Нобуко Имаи (яп. 今井信子; род. 18 марта 1943, Токио) — японская альтистка.

## Биография
Окончила высшую музыкальную школу Тохо Гакуэн в Токио, затем училась в Джульярдской школе и Йельском университете. Выиграла Международный конкурс ARD в Мюнхене. Выступает на инструменте работы Андреа Гварнери.

## Творческие контакты
Выступает с крупнейшими мировыми оркестрами и в ансамблях с Мартой Аргерих, Мюрреем Перайей, Андрашем Шиффом, Айзеком Стерном, Ицхаком Перлманом, Гидоном Кремером, Виктором Третьяковым, Пинхасом Цукерманом, Йо-Йо-Ма, Мишей Майским, Хайнцем Холлигером. Играла в квартете Вермеера, с 2002 г. выступает в  составе квартета Микеланджело совместно с Михаэлой Мартин, Даниилом Австрихом и Франсом Хельмерсоном.  Тору Такэмицу написал для неё альтовый концерт (1989).

## Педагогическая деятельность
Основала Западно-Восточную барочную академию для молодых музыкантов из Японии и Нидерландов. Преподавала в Детмольдской академии музыки (1983—2003). Преподает в консерваториях Амстердама, Женевы, Сьона.

## Признание
Музыкальная премия Сантори (1996). Пурпурная медаль правительства Японии (2003).